# Knooppunt Vught
Het Knooppunt Vught is een Nederlands verkeersknooppunt in de Ring 's-Hertogenbosch voor de aansluiting van de autosnelwegen A2 en A65, ten zuiden van 's-Hertogenbosch in de gemeente Vught. Het knooppunt verzorgt ook de verbinding met de Vughterweg en de Randweg 's-Hertogenbosch - Vught.
Bij dit knooppunt splitst de A2. Het deel dat naar het westen gaat wordt A65, het deel dat naar het zuiden gaat blijft A2. Het stuk A2 ten noorden van knooppunt Vught is geopend in 1968, het stuk A2 ten zuiden van knooppunt Vught is pas in 1996 autosnelweg geworden. De A65 ten zuiden van dit knooppunt is al in 1964 geopend. Knooppunt Vught is in zijn huidige vorm pas ontstaan in de jaren 90.

## Richtingen knooppunt

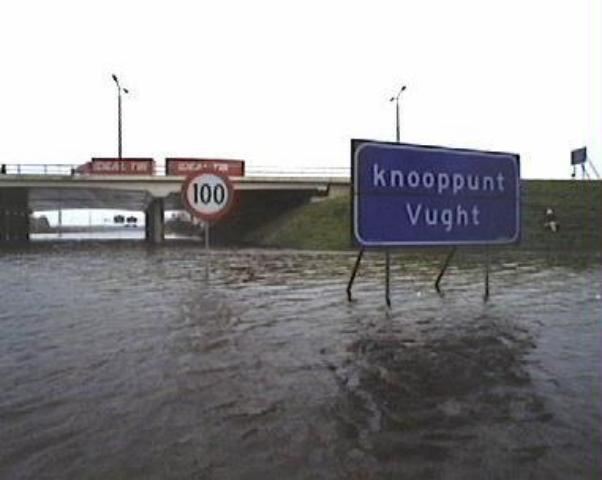
Watersnood in 1995 op de A2 bij 's-Hertogenbosch

| Aansluitende wegen                       | Aansluitende wegen | Aansluitende wegen                      | Aansluitende wegen | Aansluitende wegen           |
| ---------------------------------------- | ------------------ | --------------------------------------- | ------------------ | ---------------------------- |
| (Randweg) richting 's-Hertogenbosch west |                    |                                         |                    | richting Utrecht / Amsterdam |
|                                          |                    |                                         |                    |                              |
|                                          |                    |                                         |                    |                              |
|                                          |                    |                                         |                    |                              |
| richting Tilburg                         |                    | richting Vught / Eindhoven / Maastricht |                    |                              |

Almere · Amstel · Arnestein · Assen · Azelo · Badhoevedorp · Bankhoef · Batadorp · Beekbergen · Benelux · Beverwijk · Bodegraven ·  Boterdiep ·  Buren · Burgerveen · Coenplein · De Baars · De Hoek · De Hogt · De Nieuwe Meer · De Poel · De Punt · De Stok · Deil · Diemen · Drachten · Drie Klauwen · Eemnes · Ekkersweijer · Emmeloord · Empel · Euvelgunne · Everdingen · Ewijk · Galder · Gooimeer · Gorinchem · Gouwe · Grijsoord · Hattemerbroek · Heerenveen · Hellegatsplein · Het Vonderen · Hintham · Hoevelaken · Hofvliet · Holendrecht · Holsloot · Hoogeveen · Hooipolder · IJmuiden (niet officieel) · Joure · Julianaplein · Kerensheide · Kethelplein · Klaverpolder · Kleinpolderplein · Kooimeer · Kruisdonk · Kunderberg · Lankhorst · Leenderheide · Lunetten · Maanderbroek · Markiezaat · Muiderberg · Neerbosch · Noordhoek · Ommedijk · Oud-Dijk · Oudenrijn · Paalgraven · Princeville · Prins Clausplein · Raasdorp ·  Reitdiep ·  Ressen · Ridderkerk · Rijkevoort · Rijnsweerd · Rottepolderplein · Rozenburg · Sabina · Sint-Annabosch · Stelleplas · Slufter · Ten Esschen · Terbregseplein · Tiglia · Vaanplein · Valburg · Velperbroek · Velsen · Vlaardingen · Vught · Waterberg · Watergraafsmeer · Werpsterhoek · Westerlee · Ypenburg · Zaandam · Zaarderheiken · Zonzeel · Zoomland · Zuidbroek · Zurich

Geplande knooppunten:
De Liemers · Zestienhoven

Voormalige knooppunten:
Bocholtz · Ekkersrijt · Europaplein (Groningen) · Europaplein (Maastricht) · Lindenholt